# Theodor Langgaard
Theodor Johan Henrik Langgaard (født 27. juli 1813 i Landsberg an der Warthe, død 31. oktober 1883 i Rio de Janeiro) var en dansk læge, bror til J.P. Langgaard.

## Baggrund
Han var søn af urmager Jens Bartholomæus Langgaard (1782-1832) og Marie Christiane Harm(s) (1784-1822). Faderen havde lært urmageri i Aalborg og flyttede 1806 til København, hvor han blev sat i spidsen for af en stor ur- og instrumentmagerforretning, som han senere blev indehaver af. Efter statsbankerotten gik han fallit og emigrerede med sin familie til Tyskland, først til Berlin, siden til Landsberg an der Warthe, hvor Theodor Langgaard gik i latinskole samt arbejdede som medhjælper hos faderen. Efter faderens død kom broderen J.P. Langgaard i urmagerlære på Rügen og rejste som svend til København, hvor han fik arbejde hos Urban Jürgensen og fik hentet sine yngre søskende tilbage til fædrelandet.

## Karriere
1833 begyndte han at studere lægevidenskab i København og tog 1841 lægeeksamen, gik det følgende år til Brasilien, hvor han praktiserede i Rio de Janeiro, og fik 1843 den medicinske doktorgrad ved universitetet i Kiel (for De stricta urethrae). 1845 flyttede han til Sorocaba i provinsen São Paulo, 1847 til Campinas i samme provins og 1872 tilbage til Rio, hvor han døde 31. oktober 1883. Han var en meget anset læge i Brasilien, af hvis regering han modtog forskellige ordener og udmærkelser, blev læge for Pedro II og fødselslæge ved hoffet og interesserede sig i øvrigt særlig for landets fauna, hvoraf han også skænkede den zoologiske have i København, som han oftere besøgte, flere sjældne dyr, ligesom han lod vort zoologiske og etnografiske museum tilflyde forsendelser af interesse, bl.a. P.W. Lunds zoologiske samling. Til belønning derfor fik han 1854 den danske Fortjenstmedalje i guld. 1863-64 besøgte han København, hvor han 1864 blev både dr.phil. og Ridder af Dannebrog. Langgaard ejede en betydelig samling af dansk kunst og fulgte med i tidens danske litteratur.
Theodor Langgaard blev gift 10. april 1842 på Frederiksberg med Hermantine Nicoline Christine Nielsen (22. september 1818 i København - 21. april 1873 i Rio de Janeiro), datter af te- og porcelænshandler Hans Nielsen (død 1830) og Karen Kristine Ibsen (død 1871).